# Nació Miskita
la Nació Miskita (Mosquito Nation), va ser un estat constituït com a Regne des de 1687 sota protectorat de Gran Bretanya.

## Història
La Nació Misquita va arribar a ser un regne en algun moment abans de 1625. El seu primer rei del que hi ha registres va ser Oldman (o 'Vell Home'), el fill d'un cap sense nom dels miskitos. El primer contacte amb els britànics es va produir durant el comandament del pare d'Oldman, que ho va enviar a Gran Bretanya on aquest va ser rebut en audiència pel rei Carles I.
En 1740 el rei miskito i la corona britànica van segellar a un Tractat d'Amistat i Aliança formal, seguit del nomenament d'un superintendent resident en 1749. Es va establir un protectorat en el regne miskito.
El regne dels miskitos va ajudar durant les guerres revolucionàries americanes atacant colònies espanyoles, i van aconseguir nombroses victòries al costat dels britànics. Així i tot, després de la signatura de la pau en 1783, els britànics van haver de cedir el control sobre la costa oriental (del Carib o atlàntica) de Nicaragua. La retirada britànic va concloure a la fi de juny de 1787, encara que es va seguir mantenint un protectorat no oficial sobre el regne, sovint protegint els interessos dels miskitos enfront de les agressions espanyoles.
Espanya va integrar la Costa de Mosquits i les illes de San Andrés a la Capitania General de Guatemala, però per Real Cèdula del 30 de novembre de 1803 aquests territoris van passar a ser dependents del Virregnat de Santa Fe.

### Reclams de Colòmbia
El 4 de juliol de 1818 una força naval al comandament de Luis Aury va capturar l'Illa de Providencia en nom de l'Exèrcit Alliberador. El 23 de juny de 1822 va ser hissada per primera vegada la bandera de Colòmbia en San Andrés i l'arxipèlag passà a ser part d'un cantó de la província de Cartagena. Colòmbia considerava també com a part d'aquest territori la Costa de Mosquitos, amb base en la Cèdula de 1803 i el tractat de pau de 1783, però els britànics van tornar a fer presència en la costa i van continuar sostenint el regne miskito.
Per tractar de contenir la presència britànica en la costa, el govern de Colòmbia va expedir el decret del 9 de març de 1822 que prohibia el comerç entre Jamaica i la Costa de Mosquitos i el decret del 5 de juliol de 1824 que va declarar "il·legal tota empresa que es dirigeixi a colonitzar qualsevol part d'aquella costa de Mosquitos". Els repetits esforços colombians per mantenir la sobirania van fracassar davant la dominació britànica de la costa. En 1841 Colòmbia va protestar perquè el superintendent britànic de Balisa (Belize) en una fragata de guerra feia desembarcar al rei miskito a diversos punts per prendre possessió sobirana i plantar la seva bandera. En 1843 va protestar novament perquè Gran Bretanya va reconèixer la independència del Regne Miskito sota el seu protectorat.

### Regne Independent
En la coronació de Robert Charles Frederic com a rei, els britànics van reconèixer la independència de la nació miskita i en un pergamí amb els segells de les autoritats de Jamaica li va oferir aliança i protecció. El 12 d'agost de 1841 el superintendent de Belize i el monarca miskito van desembarcar en San Juan del Norte i van comunicar a les autoritats nicaragüencs que aquesta ciutat i la resta de la Costa Atlàntica pertanyien al Regne Miskito. El 10 de setembre següent, l'ambaixador anglès va fer saber al govern nicaragüenc que el Regne de Miskito era un protectorat britànic els límits del qual s'estenien des del cap Hondures fins a la desembocadura del riu San Juan. En 1842 Gran Bretanya va nomenar un Agent Públic Resident com a ambaixador davant aquest regne i notifico aquest acte als governs de la Nueva Granada i Nicaragua. El rei miskito designava funcionaris sota la seva jurisdicció en la costa i a les illes del Maiz.

### La reserva Mosquitia
A partir del Tractat de Clayton-Bulwer, a mitjan segle xix, l'interès dels britànics per la regió va començar a disminuir. En 1860 se signa el Tractat de Managua entre Nicaragua i Anglaterra: 
Gran Bretanya renunciava al seu Protectorat Mosquito i havia d'emprendre la seva retirada gradual d'Amèrica Central. Estats Units vindria a ocupar aquest ‘buit’. No obstant això els anglesos retindrien el seu paper de ‘potència protectora’ insistint que els drets d'Autonomia dels miskitos s'incloguessin en el Tractat. Així va néixer la "Reserva Mosquitia". El rei d'un cop de ploma va deixar la corona i va passar a ser cap hereditari de la Reserva… La 'sobirania' de Nicaragua era en realitat una formalitat… Un any després de signat el Tractat de Managua, A Bluefields es van reunir 51 Wita (alcaldes) i van aprovar la Constitució de la Reserva, inspirada pel cònsol britànic i que establia de manera general, lleis angleses.

### Reincorporació a Nicaragua
En 1894 la Mosquitia va ser reincorporada oficial i concretament a Nicaragua durant el govern de José Santos Zelaya quan es va restablir el domini i sobirania de Nicaragua mitjançant la Reincorporació de la Mosquitia, malgrat un intent de restablir-Lo per part dels britànics al juliol d'aquest mateix any, però recuperat per Nicaragua a l'agost.

#### Tractat Barcenas-Esguerra
Colòmbia, durant molts anys, va fer reclamacions territorials a Nicaragua per la Mosquitia. Ambdues nacions es van posar d'acord en 1928 mitjançant un tractat pel qual Colòmbia reconeixia la possessió nicaragüenca sobre la Costa de Mosquitos i, per la seva banda, Nicaragua li atorgava reconeixement sobirà a Colòmbia sobre San Andrés y Providencia.

## Governants

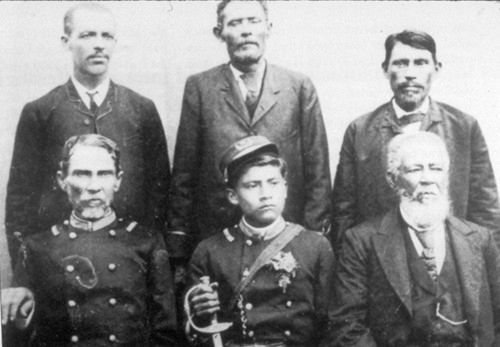
El Rei William Henry Clerance.

El regne dels miskitos fou regit pels anomenats Reyes Moscos o Jefes, la successió històrica dels quals és la següent:
- 1625-1687 — Oldman
- 1687 - 1718 Jeremy I, Rei de la Nació Misquita
- 1718 - 1729 S.M. Jeremy II, Rei de la Nació Misquita
- 1729 - 1739 S.M. Peter I, Rei de la Nació Misquita
- 1739 - 1755 S.M. Edward I, Rei de la Nació Misquita
- 1755 - 1776 S.M. George I, Rei de la Nació Misquita
- 1776 - 1801 Rey George II Frederic, Rei de la Nació Misquita
- 1801 - 1824 S.M. George Frederic Augustus I, Rei de la Nació Misquita
- 1824 - 1842 S.M. Robert Charles Frederic, Rei de la Nació Misquita
- 1842 - 1865 S.M. George Augustus Frederic II, Rei de la Nació Misquito
- 1865 - 1879 S.E. William Henry Clarence, Cap Hereditari dels Misquitos
- 1879 - 1888 S.E. George William Albert Hendy, Cap Hereditari dels Misquitos
- 1888 - 1889 S.E. Andrew Hendy, Cap Hereditari dels Misquitos
- 1889 - 1890 S.E. Jonathan Charles Frederick, Cap Hereditari dels Misquitos
- 1890 - 1908 S.E. Robert Henry Clarence, Cap Hereditari dels Misquitos
- 1908 - 1928 Robert Frederick, Hereu del regne de Mosquítia
- des del 1978 Norton Cuthbert Clarence Hereu del regne de Mosquítia